# 博雷尔陨石坑
博雷尔陨石坑（Borel）是位于月球正面澄海东南部的一座小撞击坑，其名称取自法国数学家暨政治家埃米尔·博雷尔（Émile Borel，1871年-1956年），1976年被国际天文学联合会批准接受。

## 描述

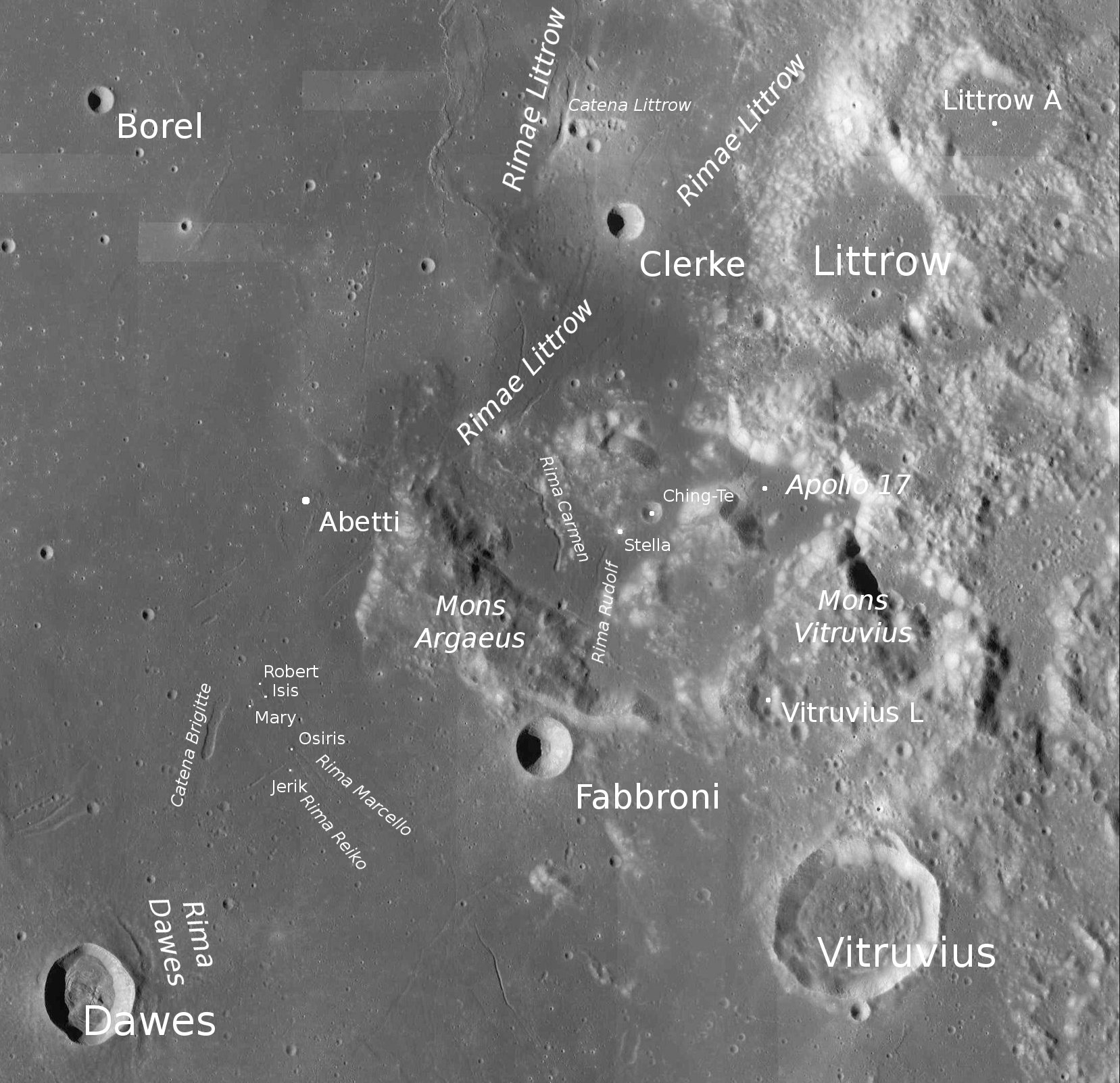
博雷尔陨石坑的周边，月球勘测轨道飞行器拍摄。

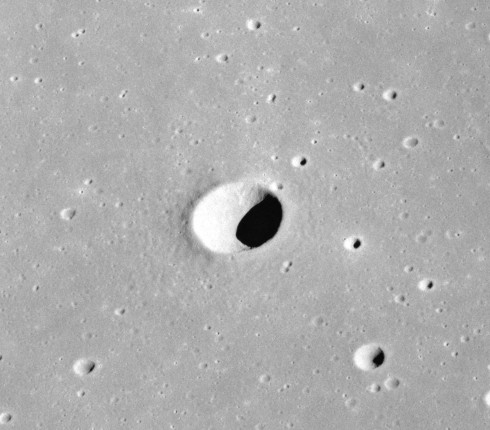
阿波罗17号拍摄的博雷尔陨石坑斜视图

该陨坑北面靠近大小相同的维里陨石坑、东面毗邻更大的勒莫尼耶环形山，略大的克勒克陨石坑位于它的东面，东南则是更小的阿贝提陨石坑，在它的南面是直径17.6公里的道斯陨石坑，西部则是较年轻的德塞利尼陨石坑和被熔岩淹没的芬施陨石坑。此外，博雷尔陨石坑东面分布着阿尔德罗万迪山脊、利特罗月溪和利特罗链坑；西面则是蜿蜒的蛇形岭—其中西北是斯米尔诺夫山脊、西南则横亘了利斯特山脊。该陨坑中心月面坐标为22°22′N 26°25′E / 22.37°N 26.42°E，直径4.66公里，深约0.804公里。
博雷尔陨石坑是一座圆杯状的撞击坑，边缘轮廓完整清晰，陡峭的内壁平滑倾斜至坑底中心，内部反照率明显高于周边幽暗的月海表面，显示出年轻陨石坑所具有的典型特征。该陨坑最大高出周边地形170米，坑内容积约4.05立方千米。依据其形态特征，该陨坑隶属ALC 型（以该类陨石坑的典型代表-卫星坑阿尔巴塔尼 C所命名）。
在1976年被国际天文学联合会正式命名前，该陨坑曾被称作卫星坑勒莫尼耶 C。

## 延伸阅读
- Andersson, L. E.; Whitaker, E. A. . NASA RP-1097. 1982.
- Blue, Jennifer. . USGS. July 25, 2007  [2007-08-05]. （原始内容存档于2012-04-08）.
- Bussey, B.; Spudis, P. . New York: Cambridge University Press. 2004. ISBN 978-0-521-81528-4.
- Cocks, Elijah E.; Cocks, Josiah C. . Tudor Publishers. 1995. ISBN 978-0-936389-27-1.
- McDowell, Jonathan. . Jonathan's Space Report. July 15, 2007  [2007-10-24]. （原始内容存档于2012-05-26）.
- Menzel, D. H.; Minnaert, M.; Levin, B.; Dollfus, A.; Bell, B. . Space Science Reviews. 1971, 12 (2): 136–186. Bibcode:1971SSRv...12..136M. doi:10.1007/BF00171763.
- Moore, Patrick. . Sterling Publishing Co. 2001. ISBN 978-0-304-35469-6.
- Price, Fred W. . Cambridge University Press. 1988. ISBN 978-0-521-33500-3.
- Rükl, Antonín. . Kalmbach Books. 1990. ISBN 978-0-913135-17-4.
- Webb, Rev. T. W.  6th revised. Dover. 1962. ISBN 978-0-486-20917-3.
- Whitaker, Ewen A. . Cambridge University Press. 1999. ISBN 978-0-521-62248-6.
- Wlasuk, Peter T. . Springer. 2000. ISBN 978-1-85233-193-1.